# Lorenzo Semple Jr.
Lorenzo Semple Jr. (27 de marzo de 1923 - 28 de marzo de 2014) fue un guionista y ocasional dramaturgo estadounidense, más conocido por su trabajo en la serie de televisión Batman y la película política / paranoia thrillers The Parallax View (1974) y Three Days of the Condor (1975).
Murió el 28 de marzo de 2014, por causas naturales en Los Ángeles, California.

## Guiones
- Batman (1966)
- Fathom (1967)
- Pretty Poison (1968)
- Daddy's Gone A-Hunting (con Larry Cohen) (1969)
- The Sporting Club (1971)
- The Marriage of a Young Stockbroker (1971)
- Papillon (con Dalton Trumbo) (1973)
- The Super Cops (1974)
- The Parallax View (con David Giler) (1974)
- The Drowning Pool (1975)
- Three Days of the Condor (con David Rayfiel) (1975)
- King Kong (1976)
- Hurricane, de Jan Troell (con Tracy Keenan Wynn y Walter Hill) (1977)
- Flash Gordon (con Michael Allin) (1980)
- Never Say Never Again (1983)
- Sheena (con David Newman) (1984)
- Never Too Young to Die (con Gil Bettman) (1986)

## Televisión
- The Alcoa Hour (1955)
- Target (1958)
- Pursuit (1958)
- The Rogues (1964)
- Burke's Law (1964)
- Batman (1966)
- Thompson's Ghost (1966)
- The Rat Patrol (1966)
- The Green Hornet (1966)
- Rearview Mirror (1984)
- Rapture (1993)